# Leon Szancer
Leon Szancer (ur. 3 maja 1802 w Sobkowie, zm. 13 grudnia 1879 w Krakowie) – polski lekarz, uczestnik powstania listopadowego, działacz społeczny, filantrop.

## Życiorys
Urodził się w 3 maja 1802 roku w żydowskiej rodzinie w Sobkowie. Syn Mendla i Salomei Szancerów. Ukończył medycynę na Uniwersytecie Jagiellońskim w Krakowie. W 1828 był lekarzem batalionowym w 8 pułku piechoty liniowej w Płocku a potem lekarzem sztabowym przyniesionym do kompanii 1 artylerii pieszej pozycyjnej. W czasie powstania listopadowego leczył rannych powstańców. Brał udział w bitwie pod Ostrołęką. Objął dowództwo w bitwie pod Wolą, tam został ciężko ranny. Rozkazem Naczelnego Wodza Siły Zbrojnej Narodowej Jana Skrzyneckiego został odznaczony Złotym Krzyżem Virtuti Militari. 
Po upadku powstania odszedł z wojska i zajmował się medycyną. Mieszkał w Proszowicach a potem w Opatowie. Był jednym z inicjatorów powstania nowoczesnego szpitala w Opatowie, tam też niósł pomoc mieszkańcom miasta i okolicy w czasie epidemii cholery. Przekazał część swojego majątku na opatowski szpital, Towarzystwo wspierania podupadłych lekarzy, wdów i sierot po nich pozostałych i przytułku ubogich starozakonnych w Opatowie.
W 1863 wyjechał do Krakowa. Żonaty był z Ludwiką Baszowską. Nie miał dzieci. Do końca życia miał nosił przy sobie egzemplarz Kuriera Warszawskiego, w którym został zamieszczony rozkaz wodza naczelnego gen. Skrzyneckiego, na mocy którego otrzymał Złoty Krzyż Virtuti Militari.
Zmarł 13 grudnia 1879 r. w Krakowie. W swoim testamencie zapisał 300 rubli w srebrze dla ubogich studentów (niezależnie od wyznawanej przez nich religii) kształcących się na Wydziale Lekarskim Uniwersytetu Jagiellońskiego.